# Louise Jacob de Montfleury
Louise Jacob de Montfleury, artistnamn Mademoiselle Dupin, född 1649, död 1709, var en fransk skådespelare.
Hon var engagerad vid Troupe de Molière 1672-73, Théâtre de Guénégaud 1673-1680 och sedan vid Comédie-Française mellan 1680 och 1685. 
Hon är främst känd för sina roller i tragedier. 